# Anna Dürrin
Anna Dürrin (* in Crailsheim) wurde 1594 zur Zeit der Hexenverfolgungen in einem Hexenprozess angeklagt.
Anna Dürrin war im Zusammenhang mit anderen Hexenprozessen in Crailsheim im November 1594 verhaftet und mehrmals gütlich und peinlich verhört worden. Trotz der Folter legte sie kein Geständnis ab. Dennoch wurde sie weiterhin gefangen gehalten.
In dieser Situation wandte sich ihr Mann, Peter Dürr, von Beruf Karrenmann, im Januar 1595 mit einer Bittschrift an die Obrigkeit in Ansbach. Er schildert, dass er in den sechsundzwanzig Jahren ihres gemeinsamen Lebens nichts Verdächtiges an ihr bemerkt habe.
„Nun sei sie ein altes verlebtes Weib und schon über 60 Jahre alt, lahm und verkrümmt. Seit sie in der Gefangenschaft sei, seien ihm viele Unkosten angefallen. Je länger sie im Gefängnis bleiben müsse, um so mehr gerate er in immer größere Bedrängnis und äußerstes Verderben. Zudem müsse er für sie sorgen, da sie ihren Haushalt nicht mehr führen könne, wenn sie wieder frei käme. Denn auf Grund der peinlichen Befragung sei sie körperlich dazu nicht mehr in der Lage. Deshalb bitte er untertänigst, seine liebe Hausfrau wieder aus dem Gefängnis freizulassen.“
Diese Bittschrift ist ein beredtes Zeugnis dafür, wie durch einen Hexenprozess auch Angehörige der Betroffenen in Mitleidenschaft gezogen wurden. Sie bewirkte zumindest, dass der Markgraf einen genauen Bericht über den Fall Anna Dürrin einforderte.
Wahrscheinlich wurde sie daraufhin auch freigelassen.
Die letzte Hinrichtung war 1594 an Anna Dasing „die Seilerin“ genannt, vollzogen worden.